# Last Kiss feat.KG
「Last Kiss feat.KG」（ラスト　キス）は、日本の歌手真崎ゆかのデビュー・シングルとして2011年2月16日に発売された。

## 収録曲
1. Last Kiss feat.KG 
  - 作詞：真崎ゆか／作曲：HIRO
  - テレビ東京系「流派-R」キラーチューン2月度
  - 日本テレビ「ポシュレデパート深夜店」2月オープニングテーマ
  - 日本テレビ「漱石の犬」2月エンディングテーマ
  - 日本テレビ系「ハッピーMusic」2月POWER PLAY
2. Strawberry 
  - 作詞：真崎ゆか／作曲：HIRO
3. Last Kiss feat.KG (Intsrumental)
4. Strawberry (Intsrumental)